# 天津极地海洋世界
天津极地海洋世界坐落于天津市滨海新区响螺湾商务区，是一个包括极地海洋馆、酒店式公寓、城市旅游大道、嘉年华板道街以及阳光海游城等五大板块的综合休闲旅游项目，整体投资约16亿元人民币，其中极地海洋馆2009年12月26日上午全国最大的极地海洋馆正式封顶，本项目已于2011年10月1日正式对外营业。

## 建筑设计
天津极地海洋世界主馆是目前中国国内最大的极地海洋馆，其外观造型酷似鲸鱼。海洋世界建筑面积约47000平方米，馆内高度约43米，最高点高度为67米。极地海洋馆分为4层，一层主要是办公用房和设备用房。二、三层为游览区，区内建有一条70米长用亚克力玻璃制成的全透明全景海底隧道。四层主要是餐饮等配套设施。极地海洋表演馆设有可容纳上千人的看台和多个可供动物表演的水池。

## 馆内动物
目前天津极地海洋馆确定展示的动物为135种（不包含鱼类），包括海獭、北极熊、北极狐、北极狼、大白鲸、海豚、海象、海狮、海狗、海豹、企鹅等多种极地海洋动物。此外。天津极地海洋世界还将成为华北地区极地海洋动物的科普教育基地和各种海洋动物的孵化基地。